# Spanyol labdarúgó-stadionok listája
Ez a lista Spanyolország jelenlegi és jövőbeli labdarúgó-stadionjait tartalmazza befogadóképesség szerint csökkenő sorrendben.

## Jelenlegi stadionok
|    | Stadion                   | Befogadóképesség | Város                 | Hazai csapat                                         | Megnyílt |
| -- | ------------------------- | ---------------- | --------------------- | ---------------------------------------------------- | -------- |
| 1  | Camp Nou                  | 98 772           | Barcelona             | FC Barcelona                                         | 1957     |
| 2  | Santiago Bernabéu         | 80 354           | Madrid                | Real Madrid CF                                       | 1947     |
| 3  | Estadio de la Cartuja     | 72 000           | Sevilla               | Nincs csak néhány válogatott-mérkőzést rendeztek itt | 1999     |
| 4  | Estadio Metropolitano     | 68 000           | Madrid                | Atlético Madrid                                      | 2017     |
| 5  | Lluís Companys            | 56 000           | Barcelona             | RCD Espanyol                                         | 1927     |
| 6  | Mestalla                  | 55 000           | Valencia              | Valencia CF                                          | 1923     |
| 7  | Manuel Ruiz de Lopera     | 52 500           | Sevilla               | Real Betis                                           | 1929     |
| 8  | Ramón Sánchez-Pizjuán     | 45 500           | Sevilla               | Sevilla FC                                           | 1957     |
| 9  | San Mamés                 | 40 000           | Bilbao                | Athletic Club                                        | 1913     |
| 10 | Manuel Martínez Valero    | 38 750           | Elche                 | Elche CF                                             | 1976     |
| 11 | Riazor                    | 34 600           | A Coruña              | Deportivo de La Coruña                               | 1944     |
| 12 | La Romareda               | 34 596           | Zaragoza              | Real Zaragoza                                        | 1957     |
| 13 | La Rosaleda               | 34 596           | Málaga                | Málaga CF                                            | 1941     |
| 14 | Nueva Condomina           | 33 045           | Murcia                | Real Murcia                                          | 2006     |
| 15 | Gran Canaria              | 32 520           | Las Palmas            | UD Las Palmas                                        | 2003     |
| 16 | Balaídos                  | 32 500           | Vigo                  | Celta de Vigo                                        | 1928     |
| 17 | José Rico Pérez           | 32 000           | Alicante              | Hércules CF Alicante CF                              | 1974     |
| 18 | Anoeta                    | 32 000           | San Sebastián         | Real Sociedad                                        | 1993     |
| 19 | Carlos Tartiere           | 30 500           | Oviedo                | Real Oviedo                                          | 2000     |
| 20 | José Zorilla              | 26 512           | Valladolid            | Real Valladolid                                      | 1982     |
| 21 | El Madrigal               | 26 000           | Villarreal            | Villarreal CF                                        | 1923     |
| 22 | El Molinón                | 25 885           | Gijón                 | Sporting de Gijón                                    | 1908     |
| 23 | Ciutat de Valencia        | 25 400           | Valencia              | Levante UD                                           | 1969     |
| 24 | Son Moix                  | 23 100           | Palma                 | RCD Mallorca                                         | 1999     |
| 25 | Heliodoro Rodríguez López | 23 000           | Tenerife              | CD Tenerife                                          | 1925     |
| 26 | El Sardinero              | 22 100           | Santander             | Racing de Santander                                  | 1988     |
| 27 | Ramón de Carranza         | 22 000           | Cádiz                 | Cádiz CF                                             | 1955     |
| 28 | Chapín                    | 22 000           | Jerez de la Frontera  | Xerez CD                                             | 1988     |
| 29 | Estadio del Mediterráneo  | 20 000           | Almería               | UD Almería                                           | 2004     |
| 30 | Nova Creu Alta            | 20 000           | Sabadell              | CE Sabadell                                          | 1967     |
| 31 | Mendizorrotza             | 19 900           | Vitoria-Gasteiz       | Deportivo Alavés                                     | 1924     |
| 32 | Nuevo Colombino           | 19 860           | Huelva                | Recreativo de Huelva                                 | 2001     |
| 33 | Nou Castalia              | 18 000           | Castellón de la Plana | CD Castellón                                         | 1987     |
| 34 | Narcís Sala               | 18 000           | Barcelona             | UE Sant Andreu                                       | 1970     |
| 35 | El Helmántico             | 17 341           | Salamanca             | UD Salamanca                                         | 1970     |
| 36 | El Sadar                  | 17 286           | Pamplona              | CA Osasuna                                           | 1967     |
| 37 | Carlos Belmonte           | 17 000           | Albacete              | Albacete Balompié                                    | 1960     |
| 38 | Pasarón                   | 16 500           | Pontevedra            | Pontevedra CF                                        | 1941     |
| 39 | Los Carmenes              | 16 200           | Granada               | Granada CF Granada Atlético CF                       | 1995     |
| 40 | Nuevo Las Gaunas          | 16 000           | Logroño               | CD Logroñés & Logroñés CF                            | 2002     |
| 41 | Nuevo Arcángel            | 15 425           | Córdoba               | Córdoba CF                                           | 1994     |
| 42 | Mini Estadi               | 15 276           | Barcelona             | FC Barcelona B                                       | 1982     |
| 43 | Cartagonova               | 15 105           | Cartagena             | FC Cartagena                                         | 1987     |
| 44 | Teresa Rivero             | 15 000           | Madrid                | Rayo Vallecano                                       | 1976     |
| 45 | Romano                    | 14 600           | Mérida                | Mérida UD                                            | 1954     |
| 46 | Alfonso Pérez             | 14 000           | Getafe                | Getafe CF                                            | 1998     |
| 47 | El Soto                   | 14 000           | Móstoles              | CD Móstoles                                          | 1981     |
| 48 | El Plantío                | 14 000           | Burgos                | Burgos CF                                            | 1964     |
| 49 | Antonio Amilivia          | 13 500           | León                  | Cultural y Deportiva Leonesa                         | 2001     |
| 50 | Camp d'Esports            | 13 500           | Lleida                | UE Lleida                                            | 1909     |
| 51 | La Victoria               | 12 589           | Jaén                  | Real Jaén                                            | 2001     |
| 52 | La Nueva Balastera        | 12 500           | Palencia              | CF Palencia                                          | 1943     |
| 53 | La Malata                 | 12 042           | Ferrol                | Racing de Ferrol                                     | 1993     |
| 54 | Nou Estadi                | 12 000           | Tarragona             | Gimnàstic de Tarragona                               | 1972     |
| 55 | Álvarez Claro             | 12 000           | Melilla               | UD Melilla                                           | 1933     |
| 56 | Linarejos                 | 12 000           | Linares               | CD Linares                                           | 1955     |
| 57 | Olímpic de Terrassa       | 11 500           | Terrassa              | Terrassa FC                                          | 1960     |
| 58 | El Malecón                | 11 000           | Torrelavega           | RS Gimnástica de Torrelavega                         | 1922     |
| 59 | Camp del Centenari        | 10 000           | Badalona              | CF Badalona                                          | 1972     |
| 60 | Estadio Los Pajaritos     | 9 500            | Soria                 | CD Numancia                                          | 1999     |

## Jövőbeli stadionok
| # | Stadion                   | Tervezett befogadóképesség | Város     | Hazai csapat    | Tervezett megnyitás |
| - | ------------------------- | -------------------------- | --------- | --------------- | ------------------- |
| 1 | Nou Mestalla              | 75 000                     | Valencia  | Valencia CF     | 2010                |
| 2 | Estadio La Peineta        | 73 000                     | Madrid    | Atlético Madrid | 2012                |
| 3 | Új San Mamés stadion      | 56 000                     | Bilbao    | Athletic Club   | 2012                |
| 4 | Nuevo estadio de San José | 43 000                     | Zaragoza  | Real Zaragoza   | 2012                |
| 5 | Estadi RCDE               | 40 000                     | Barcelona | RCD Espanyol    | 2009                |